# Raivavae (comune)
Il comune di Raivavae, in ortografia tahitiana Raʻivavae, si trova nelle Isole Australi, in Polinesia francese e conta 905 abitanti. È composto dall'atollo di Raʻivavae ed è suddiviso in 3 comuni associati:
- Anatonu (206 abitanti)
- Rairua-Mahanatoa (459 abitanti)
- Vaiuru (240 abitanti)